# Ulica Artura Grottgera w Katowicach
Ulica Artura Grottgera w Katowicach – jedna z zabytkowych uliczek w katowickiej dzielnicy Piotrowice-Ochojec. Ulica rozpoczyna swój bieg od skrzyżowania z ulicą księdza doktora Stanisława Wilczewskiego. Następnie krzyżuje się z ul. Karola Darwina, ul. Kazimierza Przerwy-Tetmajera, ul. Krogulczą, ul. Góralską. Za skrzyżowaniem z ul. Barcelońską kończy swój bieg. Długość ulicy wynosi około 1000 metrów.

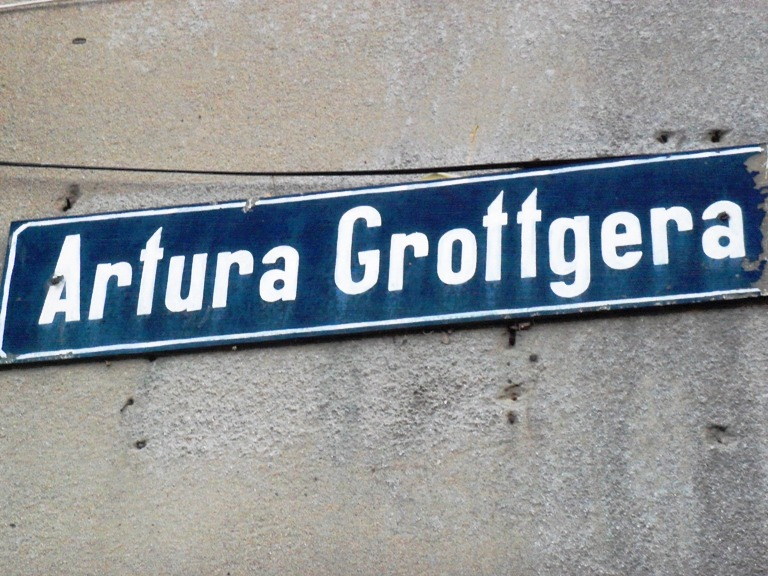
ulica A. Grottgera – tabliczka

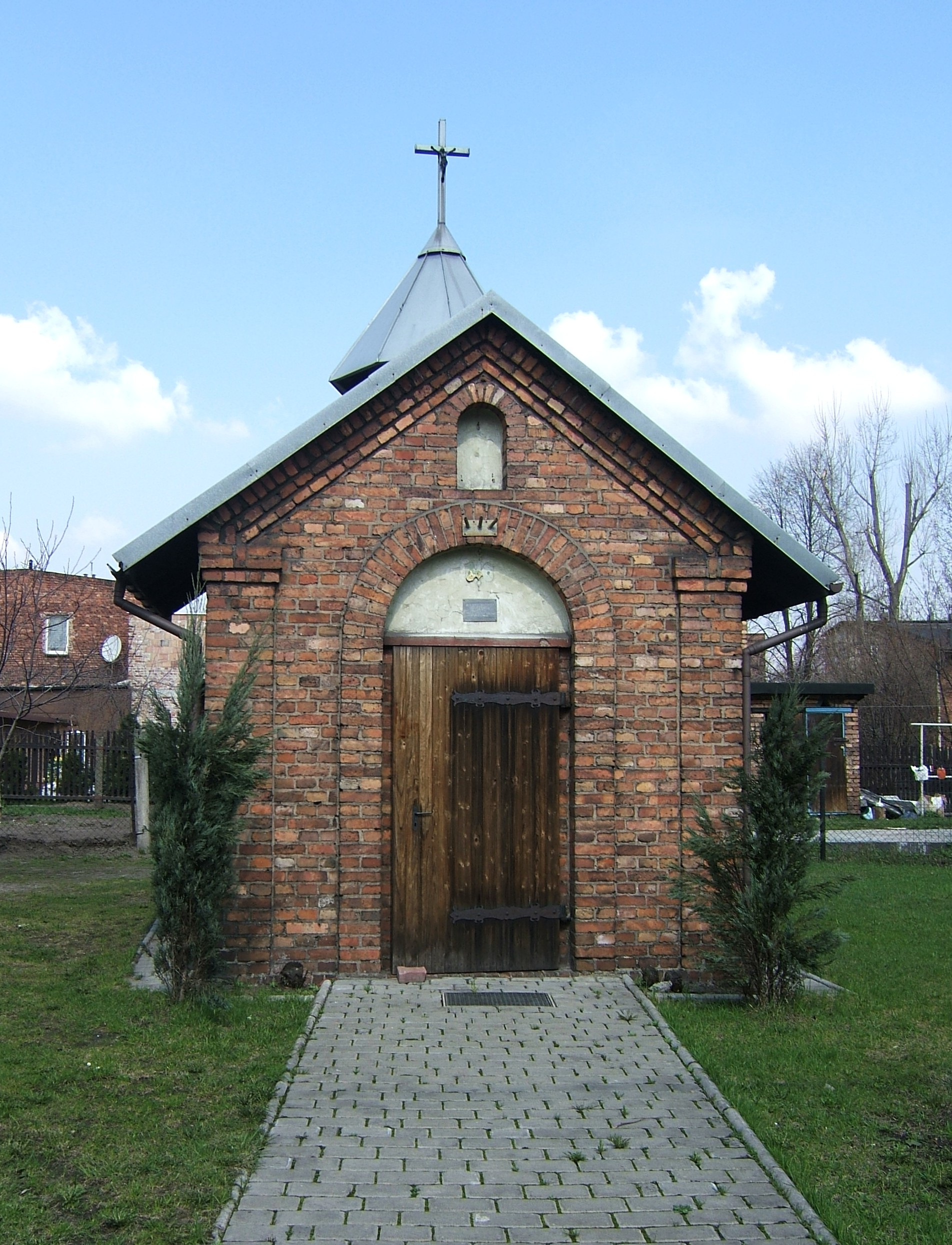
Kaplica z 1922 roku pod numerem 3

Przy ulicy Artura Grottgera znajdują się następujące historyczne obiekty, objęte ochroną konserwatorską:
- zabytkowa kaplica (ul. Artura Grottgera 3)[2]; wzniesiona na przydomowej działce w 1922 na pamiątkę połączenia Górnego Śląska z Polską; wewnątrz kapliczki znajduje się tablica upamiętniająca mieszkańców Piotrowic, poległych w drugim i trzecim powstaniu śląskim[3]; kaplica zlokalizowana jest w miejscu pochówku żołnierzy szwedzkich[4], poległych w czasie bitwy w 1644, podczas wojny trzydziestoletniej[5]; obiekt posiada dwuspadowy dach oraz sześcioboczną sygnaturkę z metalowym krzyżem i stylizowany portal od strony południowej[5]; w 2000 kaplicę wyremontowano[5];
- dom mieszkalny, wolnostojący (ul. Artura Grottgera 29); objęty ochroną konserwatorską wraz z działką i zapleczem gospodarczym (murowane parterowe budynki) oraz ogrodem; wzniesiony na początku XX wieku[2];
- dom mieszkalny, wolnostojący, w ogrodzie z zapleczem gospodarczym (ul. Artura Grottgera 53); wzniesiony w pierwszej ćwierci XX wieku[2];
- dom mieszkalny, wolnostojący, z zapleczem gospodarczym (ul. Artura Grottgera 54); wzniesiony w 1912 (według inskrypcji na elewacji budynku)[2].

Przy ul. A. Grottgera 10c znajduje się pomnik przyrody – grusza pospolita. Została ustanowiona pomnikiem przyrody rozporządzeniem nr 38/97 województwa katowickiego z 27 lutego 1997.
W lipcu 2004 przeprowadzono remont ulicy i umieszczono pod nią kanalizację ogólnospławną (rury PCV ∅ 315 mm i 200 mm). Wartość robót wyniosła 132 699 zł. Ulica Artura Grottgera w całości biegnie przez historyczną część Katowic – Piotrowice. Przy ulicy swoją siedzibę mają: firmy handlowo-usługowe, studio architektoniczne, zakład elektroniki akustycznej.